# PictBridge
 (février 2017).
Si vous disposez d'ouvrages ou d'articles de référence ou si vous connaissez des sites web de qualité traitant du thème abordé ici, merci de compléter l'article en donnant les références utiles à sa vérifiabilité et en les liant à la section « Notes et références ».
PictBridge est une norme informatique qui a été créée afin de permettre l’impression directe d’image depuis un appareil photo, un téléphone mobile, un scanner ou tout autre appareil permettant de la capture d’image, vers une imprimante, sans passer par un ordinateur. Elle a été mise au point par l’association CIPA qui regroupe de nombreux fabricants d’appareils photos et de périphériques d’impression. L'un des buts est de permettre la compatibilité entre périphériques de marques différentes.

## Fonctionnement et utilité
Cette norme est située au niveau de la couche applicative. Elle est ainsi indépendante du mode de transport utilisé, ceci afin de pouvoir l'implémenter facilement sur les systèmes futurs. Aujourd’hui, elle passe généralement sur un support USB avec le protocole PTP (Picture Transfer Protocol).
De base, cette norme fournit notamment les fonctionnalités suivantes :
- impression de l’image à l'écran de l’appareil photo ;
- impression de plusieurs images sélectionnées sur l’appareil ;
- impression automatique des images désignées via le protocole DPOF ;
- imprimer un index de toutes les images ;
- imprimer toutes les images.

Certaines fonctionnalités avancées sont également disponibles :
- imprimer uniquement une région prédéfinie d’une image ;
- imprimer plusieurs copies d’une même image ;
- insérer la date dans l’image imprimée ;
- définir précisément la taille de l’impression.

Par ailleurs, l’appareil photo numérique est alors capable d’afficher les statuts suivants :
- connexion établie ;
- erreur d’impression ;
- impression en cours ;
- impression terminée ;
- le câble peut maintenant être débranché.

Enfin, deux contrôles supplémentaires sont disponibles :
- reprendre une impression interrompue (correction d’erreur) ;
- impression discontinue.